# Melchior Dürst
Melchior Dürst (* 12. April 1886 in Glarus; † 20. September 1950 ebenda) war ein Schweizer Lehrer, Theatergründer, Regisseur und Autor von Dialektschauspielen.

## Leben

### Familie
Melchior Dürst entstammte dem Geschlecht Dürst und war der Sohn des Lehrers Josua Dürst.
Er war seit 1912 mit Louise, Tochter von Ludwig Schmid verheiratet. Von seinen Kindern ist namentlich bekannt:
- Jösi Dürst, Regisseur am Heimatschutztheater in Glarus[2].

### Werdegang
Nach einer Ausbildung am Lehrerseminar Kreuzlingen war Melchior Dürst von 1906 bis 1915 als Primarlehrer und darauf von 1915 bis 1948 als Berufsschullehrer in Glarus tätig.

### Wirken als Theaterschaffender
Melchior Dürst gründete 1923, nach dem Motto: Volkstümlich und national, aber literarisch wertvoll, den gleichnamigen Verein und die Heimatschutzbühne Glarus (heute: Theater Glarus), das er bis 1948 leitete. Er orientierte sich dabei als Vorbild in Programm und Stil am Dörfli-Theater der Schweizerischen Landesausstellung 1914 in Bern und die daraus entstandenen Heimatschutztheater in den Städten.
1944 publizierte er die Schriften August Corrodi als Dramatiker, 1945 Regisseur, Schauspieler und Bühnenbild im Volkstheater und 1950 die Geschichte des Dialekt-Theaters der deutschsprachigen Schweiz mit einer tabellarischen Zusammenfassung.
Er verfasste 1950 mit Ruodi am Bach und Das Fähnlein der sieben Aufrechten, nach einer Novelle von Gottfried Keller, mehrere Dialektschauspiele und zahlreiche Artikel zum Heimatschutztheater.
Aufgrund seiner Bemühungen gelang es namhafte Autoren wie unter anderem Georg Thürer für das Heimatschutztheater zu gewinnen.
1942 übernahm er die Regie des Freuler-Festspiels, das anlässlich der Renovierung des Freulerpalast in Näfels aufgeführt wurde.
In verschiedenen Kursen vermittelte er, gemeinsam mit Oskar Eberle, auch die Grundlagen der Regieführung am Volkstheater sowie die Kunst des Schminkens.

## Mitgliedschaften
- 1948 wurde Melchior Dürst zum Ehrenmitglied der 1927[8] gegründeten Schweizerischen Gesellschaft für Theaterkultur ernannt[9].
- Er war Ehrenmitglied des Radfahrer-Vereins Zürich[10], der 1893 unter dem Namen Radfahrer Union Zürich gegründet und 1917 umbenannt wurde[11].

## Schriften (Auswahl)
- August Corrodi als Dramatiker. Glarus, 1944.
- Mir hürated nüd!: Biedermeier-Lustspiel von August Corrodi. Glarus: Heimatschutztheater, 1945.
- Regisseur, Schauspieler und Bühnenbild im Volkstheater. Zürich, 1946.
- Das Schminken am Volkstheater. Zürich: Elgg Volksverlag, 1947.
- Ruodi am Bach: historisches Dialäkt-Schauspyl i 8 Bilder. Zürich: Elgg Volksverlag, 1950.
- Das Fähnlein der sieben Aufrechten. Zürich: Elgg Volksverlag, 1950.
- Geschichte des Dialekt-Theaters der deutschsprachigen Schweiz mit einer tabellarischen Zusammenfassung. Glarus, 1950.
- Heinrich Laube als unser Lehrer. Zürich: Elgg Volksverlag, 1955.